# Miguel Ángel Tojo
Miguel Ángel Tojo (Blaquier, Provincia de Buenos Aires, Argentina; 9 de julio de 1943) es un exfutbolista y director técnico argentino. Jugaba como delantero y su primer equipo fue Ferro. Su último club antes de retirarse fue Unión de Santa Fe.

## Trayectoria

### Como jugador
Comenzó su carrera profesional en Ferro Carril Oeste en 1962 y estuvo en el equipo hasta 1967, año en el que fue transferido a San Lorenzo. 
Su primer partido en ese club fue el 5 de marzo de 1968, frente a Gimnasia y Esgrima La Plata, partido que terminó 3-1 y donde convirtió uno de los goles. Además logró el Metropolitano de 1968, torneo en el cual San Lorenzo fue campeón invicto, por lo que ese equipo recibió el nombre de Los Matadores. Su mejor nivel lo registró en 1970, siendo en esa temporada convocado para el seleccionado nacional dirigido por Juan José Pizutti.
En 1972 fue transferido a Defensor Lima de Perú, que lo adquirió en 13.000.000 de pesos, siendo este su único equipo en el extranjero. Al año siguiente regresa a Argentina para sumarse a Racing y en 1976 decide retirarse jugando para Unión de Santa Fe.

### Como entrenador
Haciendo dupla técnica con Roberto Telch dirigió a Racing-Tavella, Arsenal de Sarandí (donde ascendieron a la Primera B Metropolitana), Cipolletti de Río Negro, Deportivo Pereira y Atlético Bucaramanga (ambos de Colombia), Chaco For Ever y Banfield.
Entre 1995 y 1997 fue coordinador general de las divisiones inferiores de Ferro. Al año siguiente se sumó al equipo de trabajo de José Néstor Pékerman en las selecciones juveniles de Argentina: fue ayudante de campo de Hugo Tocalli en la Sub-15, la Sub-17 y la Sub-20 (consiguieron el título en 2007), y también acompañó a Francisco Ferraro en la Sub-20 en 2005 (donde se consagraron campeones del mundo). Además, fue técnico de la Selección Sub-15 entre 2000 y 2005, y luego se hizo cargo de la Selección Sub-17 hasta 2007.
En 2011 fue designado coordinador general de las divisiones inferiores de San Lorenzo de Almagro y se mantuvo en el cargo hasta 2012, con un breve interinato como técnico del primer equipo. En 2015 tuvo un fugaz paso como encargado del fútbol juvenil en Almagro.

### Actualidad
Recientemente abrió una Escuela Formativa de Fútbol Infanto Juvenil, en la zona de Olivos, donde busca formar niños y niñas de 6 a 17 años, en la que busca plasmar toda su experiencia en las nuevas generaciones. Con esa mirada docente y formativa, para lograr que cada uno de los jóvenes que asisten a dicha escuela crezcan no solo como futbolistas sino también como personas.
"Nuestra misión es transmitir conocimientos técnicos de fútbol, basados en la experiencia de jugadores profesionales y directores técnicos. Se brinda una formación integral a cada jugador de fútbol".

## Selección nacional
Ha sido internacional con la Selección Argentina en los Juegos Olímpicos de Tokio 1964. También participó en las Eliminatorias para el Mundial de México 1970.

## Clubes

### Como jugador
| Club                   | País      | Año       |
| ---------------------- | --------- | --------- |
| Ferro                  | Argentina | 1962-1966 |
| San Lorenzo de Almagro | Argentina | 1967-1971 |
| Defensor Lima          | Perú      | 1972-1973 |
| Racing                 | Argentina | 1973-1974 |
| Unión de Santa Fe      | Argentina | 1975-1976 |

### Como asistente técnico
| Club             | País      | Año       |
| ---------------- | --------- | --------- |
| Selección Sub-15 | Argentina | 1999-2000 |
| Selección Sub-17 | Argentina | 2000-2003 |
| Selección Sub-20 | Argentina | 2002-2007 |

### Como entrenador
| Club                    | País      | Año       |
| ----------------------- | --------- | --------- |
| Racing-Tavella          | Argentina | 1982-1983 |
| Arsenal de Sarandí      | Argentina | 1986      |
| Cipolletti de Río Negro | Argentina | 1987      |
| Deportivo Pereira       | Colombia  | 1987      |
| Atlético Bucaramanga    | Colombia  | 1988      |
| Chaco For Ever          | Argentina | 1988      |
| Banfield                | Argentina | 1991      |
| Selección Sub-15        | Argentina | 2000-2005 |
| Selección Sub-17        | Argentina | 2005-2007 |
| San Lorenzo (interino)  | Argentina | 2011      |

## Palmarés

### Como jugador

#### Torneos nacionales
| Título           | Club                   | País      | Año    |
| ---------------- | ---------------------- | --------- | ------ |
| Primera División | San Lorenzo de Almagro | Argentina | M-1968 |

### Como asistente técnico

#### Torneos internacionales
| Título              | Club                | Sede         | Año  |
| ------------------- | ------------------- | ------------ | ---- |
| Sudamericano Sub-20 | Selección Argentina | Chile        | 2003 |
| Sudamericano Sub-17 | Selección Argentina | Bolivia      | 2003 |
| Copa Mundial Sub-20 | Selección Argentina | Países Bajos | 2005 |
| Copa Mundial Sub-20 | Selección Argentina | Canadá       | 2007 |

### Como entrenador

#### Otros logros
| Logro                        | Club               | País      | Año  |
| ---------------------------- | ------------------ | --------- | ---- |
| Ascenso a la B Metropolitana | Arsenal de Sarandí | Argentina | 1986 |